# Brzóza Stadnicka
Brzóza Stadnicka – wieś w Polsce położona w województwie podkarpackim, w powiecie łańcuckim, w gminie Żołynia.
W latach 1954–1972 wieś należała i była siedzibą władz gromady Brzoza Stadnicka. W latach 1975–1998 miejscowość administracyjnie należała do województwa rzeszowskiego.

## Części wsi
| SIMC    | Nazwa      | Rodzaj    |
| ------- | ---------- | --------- |
| 0667684 | Dół        | część wsi |
| 0667690 | Góra       | część wsi |
| 0667709 | Podgóry    | część wsi |
| 1042609 | Podkudłacz | część wsi |

## Geografia
Brzóza Stadnicka leży w Kotlinie Sandomierskiej. Przed wiekami tereny te wchodziły w skład Puszczy Sandomierskiej. Jej pozostałością są dziś kompleksy leśne, z których najciekawszym zachowanym fragmentem są Lasy Julińskie. Obecnie należą one do obszarów chronionych. W 1992 r. na mocy rozporządzenia wojewody rzeszowskiego utworzono tu Brzóźniański Obszar Chronionego Krajobrazu liczący ok. 190 ha.

## Historia
Prawdopodobnie ze względu na położenie wśród brzozowych lasów, osada, która tu powstała w XVI wieku, otrzymała nazwę Brzoza (Brzozówka). Pierwsza wzmianka o jej istnieniu znajduje się w spisie poborowym z 1578 roku. Prawdopodobnie lokowali ją ówcześni dziedzice Łańcuta – Krzysztof Pilecki z żoną Anną z Sienna. W tekstach źródłowych można też spotkać inną nazwę osady Stadniki.
Brzóza Stadnicka wchodziła w skład żołyńskiego klucza dóbr łańcuckich. Po Pileckich wieś dzierżyli kolejno: Stadniccy (1585–1629), Lubomirscy i na końcu Potoccy (po roku 1809). Drugi człon nazwy Stadnicka nie pochodzi więc od nazwiska założycieli. Wprowadzono go później, dla rozróżnienia z Brzozą Królewską, wsią należącą do starostwa leżajskiego.
Za czasów Potockich w I połowie XIX w. powstał we wsi folwark. Przy folwarku wybudowano gorzelnię i młyn wodny. Do dziś przetrwał spichlerz-magazyn gorzelniany wybudowany w latach 1843–1845.